# Erebus obliterans
Erebus obliterans là một loài bướm đêm trong họ Erebidae.